# Grutas de Mogao
As Grutas de Mogao, situadas nos arredores da cidade de Dunhuang, na província de Gansu, no noroeste da República Popular da China, formam um conjunto de 735 grutas com mais de 45 000 metros quadrados de pinturas murais, o que faz delas o maior acervo de arte budista do mundo. Situados num ponto estratégico ao longo da Rota da Seda importantíssimo para o comércio da Idade Média, com variadas influências intelectuais, culturais e religiosas, os 492 santuários nas Grutas de Mogao são famosos pelas suas estátuas e pinturas rupestres, e abrangem cerca de mil anos de arte budista. Também conhecidas como as "Cavernas dos Mil Budas", as Grutas de Mogao começaram a ser escavadas no ano de 366, na encosta do Monte Mingshashan. 

Estendem-se de norte a sul por quase dois quilómetros. Ao mesmo tempo em que se esculpiam as esculturas exteriores, as grutas interiores iam sendo preenchidas com as estátuas dos budas. Os murais com temas budistas mostram narrações dos sutras e representações de budas e personagens mitológicos oriundos da Índia, Ásia Central e outras partes da República Popular da China. 

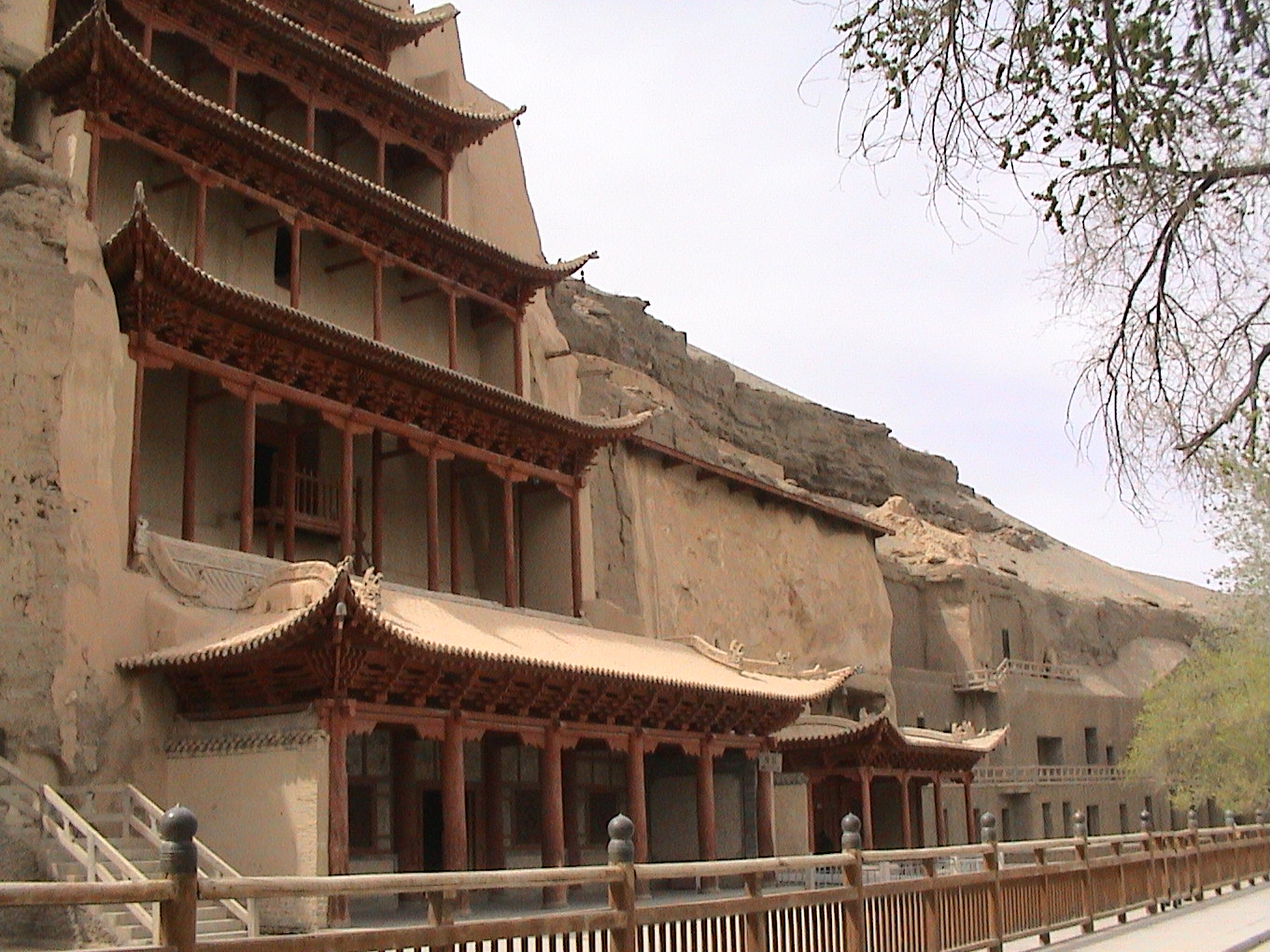
Exterior das cavernas

 Consideradas pelos peritos como uma "Enciclopédia da Idade Média" (séculos IV a IX), foram incluídas na lista do Património Mundial pela Unesco em 1987. Nos 20 anos seguintes ao descobrimento desse precioso achado, desapareceram cerca de 40 mil passagens dos sutras, assim como incontáveis murais e esculturas. Como consequência das expropriações, na China só se conserva a terceira parte do que originalmente havia nas cavernas. 
A erosão natural provocada pelo vento, pela chuva, pelas tempestades de areia, assim como os danos causados pela ação humana têm afetado gravemente os delicados frescos, que sofrem com mudanças na coloração e na sua estrutura. Com o objetivo de proteger este valiosíssimo legado humano, a Academia de Dunhuang da República Popular da China trabalha para introduzir o programa "Dunhuang Digital", no qual também participam organizações e centros de pesquisa do Reino Unido, França, Rússia e Estados Unidos.